# Parque nacional natural Las Hermosas
El Parque Nacional Natural Las Hermosas se encuentra ubicado en la Cordillera Central en la Región Andina de los Andes en Colombia.
El parque comprende los pisos térmicos correspondientes a los de templado y frío, por lo cual sus ecosistemas principales son los bosques andinos, subpáramo y páramo. El parque alberga especies de flora y fauna que no se encuentran en otros lugares, al igual que especies en peligro de extinción.

## Hidrografía
Las Hermosas está ubicado en la región divisoria entre las macrocuencas del río Magdalena y río Cauca. Incluye las cuencas hidrográficas de algunos ríos, como son el Nima, Amaime, Tuluá, Amoyá y Anamichú. Además, cuenta con numerosas lagunas que le dan la singular apariencia de colcha de retazos.
Su superficie se extiende por los departamentos de Tolima (en un 80%) y el Valle del Cauca (el restante 20%). Los municipios de los cuales hace parte son Rioblanco, Planadas y Chaparral en el Tolima y Palmira, Buga, El Cerrito, Tuluá y Pradera en el Valle del Cauca.

## Tercer apartado Historia
En la zona habitaron los indígenas Pijao, y sus descendientes siguen habitando la región.
Fue escenario del Conflicto armado interno en Colombia, como corredor estratégico de las FARC-EP. Se plantea la creación de una Zona de reserva campesina (ZRC).